# Ichneutica marmorata
Ichneutica marmorata är en fjärilsart som beskrevs av Hudson 1924. Ichneutica marmorata ingår i släktet Ichneutica och familjen nattflyn. Inga underarter finns listade i Catalogue of Life.